# Johann Wolfgang Hammann
Johann Wolfgang Hammann (* 11. Juni 1713 in Weidenberg; † 10. Oktober 1785 in Wallendorf) war Besitzer des Eisenhütten- und Hammerwerkes in Katzhütte sowie Fürstlich-Schwarzburgischer Hütteninspektor. Er gründete zusammen mit Gotthelf Greiner im Jahr 1764 die Wallendorfer Porzellanmanufaktur.

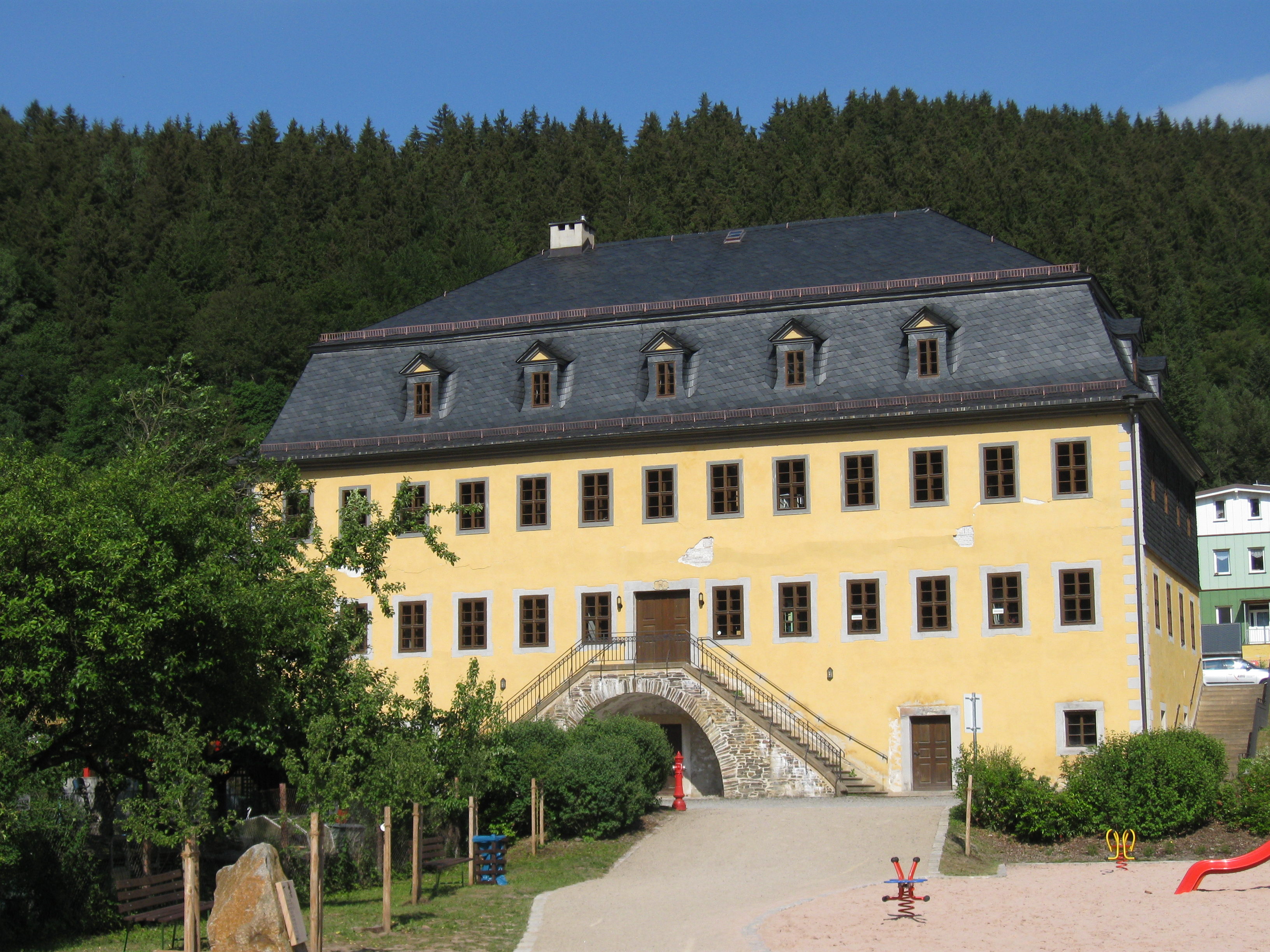
Herrenhaus, 1760

## Leben

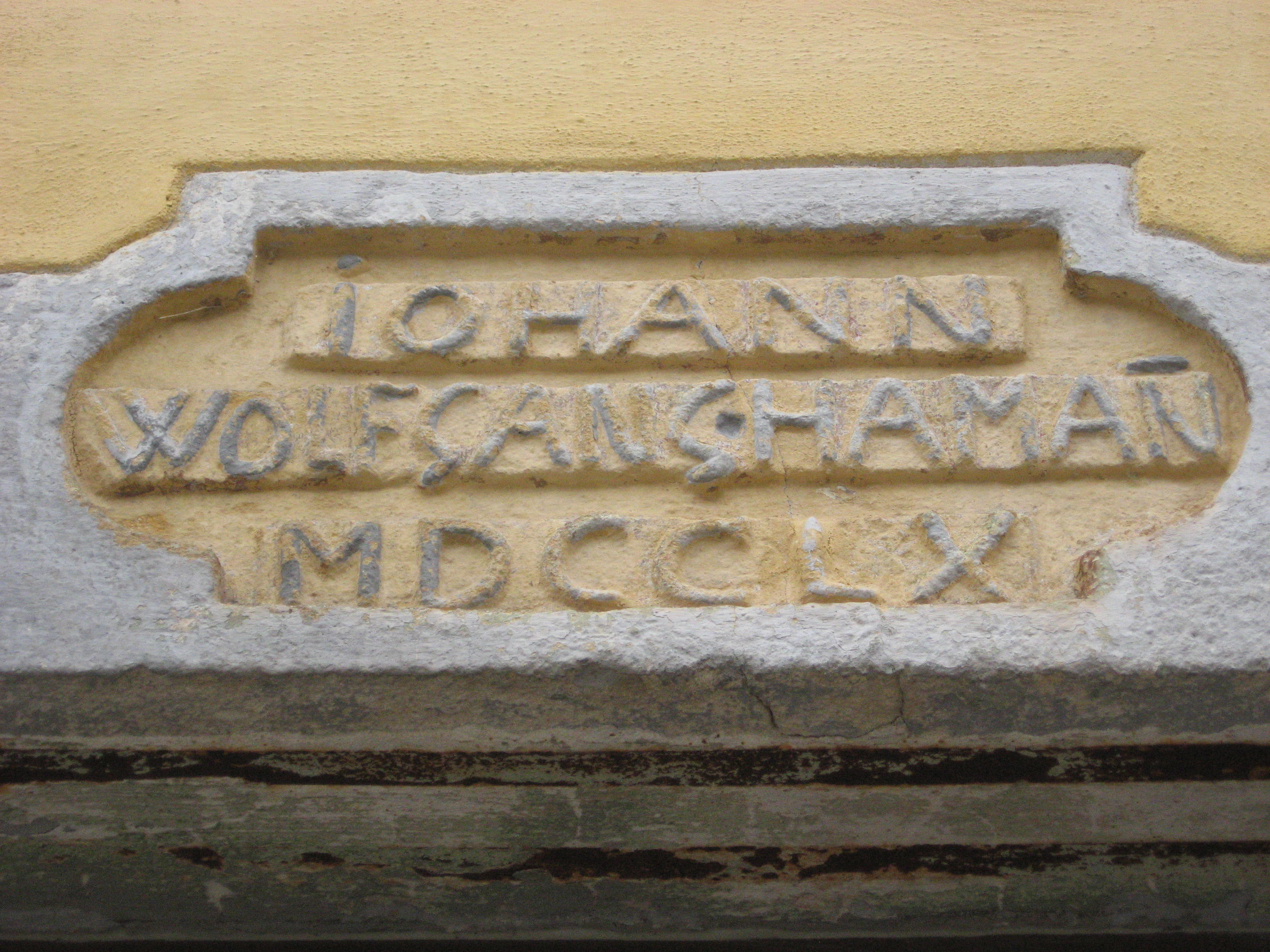
Name von Hammann am Herrenhaus in Katzhütte

Johann Wolfgang Hammon (später Hammann) erblickte als Sohn eines Leinewebers das Licht der Welt. Sein Geburtshaus, das bürgerliche Gut Unter der Linden stand an der Warmen Steinach im Untermarkt von Weidenberg.
Vater: Wolfgang Hammon, (* 18. Mai 1676 in Gossenreuth; † 24. Februar 1727 in Weidenberg)
Mutter: Margaretha Dorothea Braun, (* 8. Dezember 1684 in Heinersreuth; † 15. März 1759 in Katzhütte)
Er hatte 3 Brüder, von denen zwei bereits im Kindesalter verstarben.
Sein Bruder Johann Georg (* 8. Dezember 1709 in Weidenberg; † 24. September 1772 in Ludwigstadt) war ab 1760 Hammerherr auf dem unteren Hammer (Dittmarscher Hammer) in Neuhüttendorf.
In seinem Elternhaus erlernte er zunächst das Weberhandwerk. Später war er als Handelsmann unterwegs und kam in die Gegend um Ludwigstadt. Er pachtete 1741 den oberen Eisenhammer (Wernerscher Hammer) in Neuhüttendorf und gründete dort eine Familie.
Im Jahre 1747 kam Johann Wolfgang Hammann nach Katzhütte und pachtete das Hütten- und Hammerwerk von den Grafen von Schulenburg. Er kaufte es vier Jahre später. Damit verbunden war die Erbgerichtsbarkeit für die Häuser, die zum Werk gehörten und die dort beschäftigten Personen (Werksgemeinde). 1755 wurde er zum Fürstlich-Schwarzburgischen Hütteninspektor ernannt.

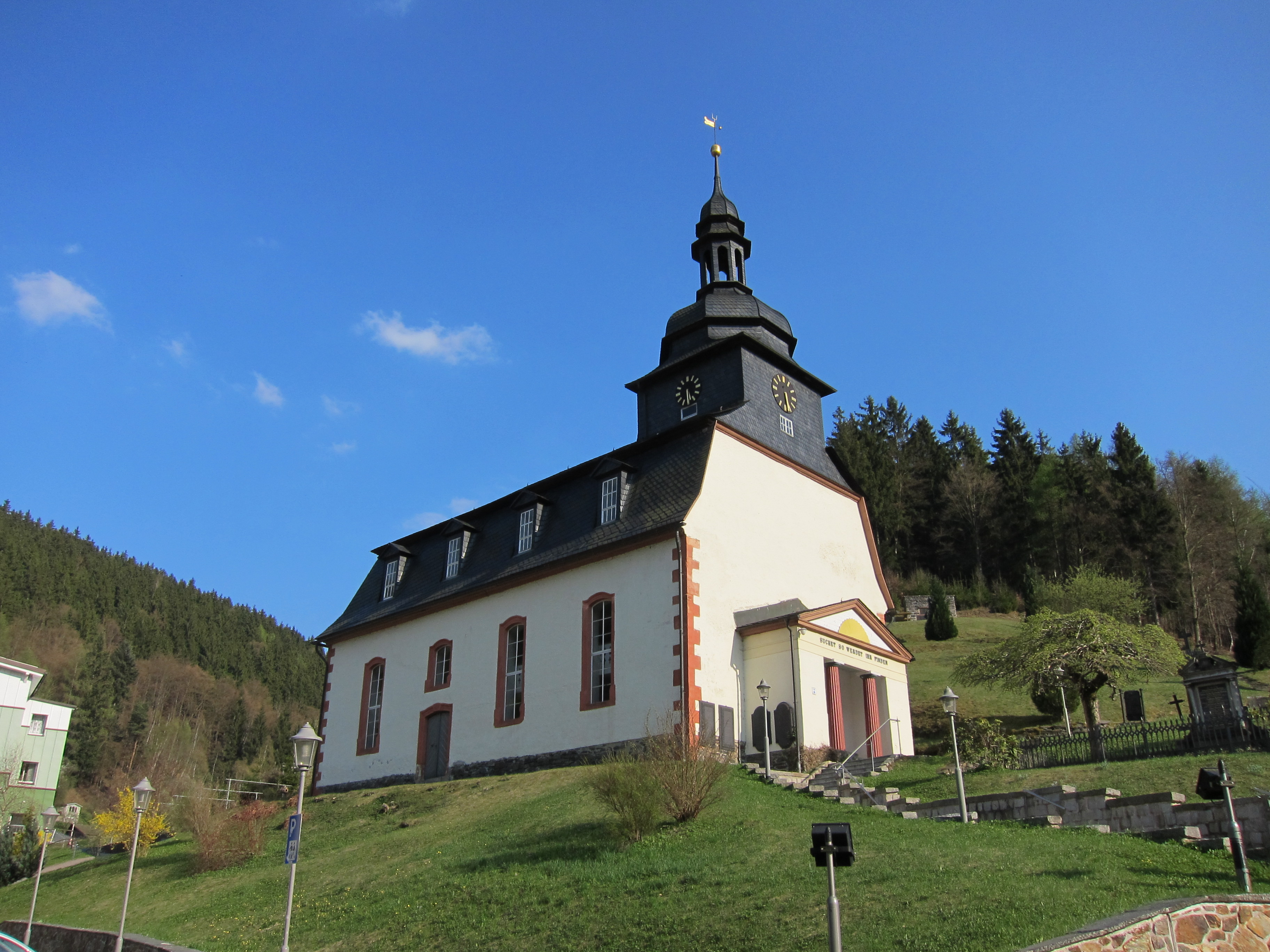
Kirche (1756), Bauernbarock

Von 1754 bis 1756 ließ Hammann die Kirche in Katzhütte im Stil des Bauernbarock errichten. Außerdem schenkte er der Gemeinde ein Haus, in dem Schule gehalten werden konnte und stellte Gelder für die Bezahlung von Pfarrer und Lehrer zur Verfügung. Wegen seiner großen Verdienste verlieh ihm das Hochfürstliche Kabinett zu Rudolstadt das Kirchenpatronat. 1755 wurde er zum Fürstlich-Schwarzburgischen Hütteninspektor ernannt. Als Wohnsitz für sich und seine Familie baute er 1760 das heute noch existierende Herrenhaus in Katzhütte und den Herrengarten, der bis an die Schwarza reichte.
Ab dem Jahre 1755 beschäftigte sich Johann Wolfgang Hammann zeitgleich mit Georg Heinrich Macheleid und dem Limbacher Gotthelf Greiner mit der Nacherfindung des Porzellans in Thüringen. Im Gebäude des ehemaligen Brauhauses standen die ersten Brennöfen. Seine mehrfachen Versuche, beim Fürsten von Schwarzburg-Rudolstadt eine Konzession zum Betreiben einer Porzellanmanufaktur in Katzhütte zu erhalten, scheiterten jedoch.
1763 kaufte er das Hohenthalsche Rittergut in Wallendorf (Lichte), das zum Fürstentum Sachsen-Coburg-Saalfeld gehörte. Nachdem Johann Wolfgang Hammann am 30. März 1764 zusammen mit Gotthelf Greiner endlich das Privileg zur Gründung einer Porzellanfabrik erhielt, verlagerte er die Porzellanproduktion von Katzhütte nach Wallendorf. Die Wallendorfer Porzellanfabrik war bis 1833 im Besitz der Familie Hammann. Danach wechselten die Eigentümer mehrfach. Bis 2014 wurde am gleichen Standort Porzellan produziert.

## Familie
Johann Wolfgang Hammann heiratete am 3. Juni 1738 in Ludwigstadt Sophia Magdalena Müller (* 4. Dezember 1715 in Neuhüttendorf; † 29. November 1776 in Wallendorf). Sie war die Tochter des Kupferschmieds Christoph Adam Müller in Neuhüttendorf.
Die beiden hatten sieben Kinder, drei davon starben schon im frühen Kindesalter.
- Ferdinand Friedrich Hammann (* 24. Februar 1739 in Neuhüttendorf; † 18. November 1786 in Wallendorf)

Mitbesitzer und später Herzoglich Sächsisch-Coburg-Saalfeldischer Direktor der feinen Porzellanfabrik Wallendorf sowie Kirchenpatron
- Anna Maria Hammann (* 31. Januar 1741 in Neuhüttendorf; † 16. Juni 1802 in Katzhütte)

Sie heiratete am 13. Oktober 1761 in Katzhütte Johann Peter Heinrich Heuäcker (* 5. Februar 1736 im Rohrhammer (Oelze); † 14. März 1787 in Katzhütte). Er war Hammerherr auf dem Rohrhammer (Oelze) und später Eigentümer des Hütten- und Hammerwerkes in Katzhütte, sowie Gerichtsherr und Kirchenpatron.
- Sophia Susanna Hammann (* 4. Mai 1743 in Neuhüttendorf; † 8. Juli 1810 in Bayreuth)

Sie heiratete am 26. Oktober 1762 in Weidenberg den Oberförster Adolf Friedrich Böhner (* 17. Februar 1737 in Rosenhammer; † 23. April 1802 in Goldkronach)
- Christiana Catharina Hammann (* 15. Dezember 1749 in Katzhütte; † 17. März 1818 in Wallendorf)

1. Eheschließung  mit dem Pfarrer Johann Nicolaus Stieda  (* 20. April 1743 in Königsee (Thüringen); † 23. Mai 1772 in Katzhütte) am 5. Februar 1771 in Wallendorf
2. Eheschließung mit Johann Heinrich Hutschenreuther (* 23. Mai 1751 in Wallendorf; † 5. Juli 1812 in Wallendorf) am 6. Mai 1774 in Wallendorf
Mehr als fünf Jahre nach dem Tod von Sophia Magdalena Müller heiratete Johann Wolfgang Hammann am 25. Februar 1782 in Wallendorf Johanna Maria Susanna Friedrich (* 27. April 1746 Wallendorf; † 17. März 1823 Wallendorf). Die Ehe blieb kinderlos.